# Lago di Vernago
Il lago di Vernago (Vernagt-Stausee in tedesco) è un lago artificiale che si trova nei pressi dell'omonimo paese della val Senales in (Alto Adige).
È il punto di partenza di diversi sentieri montani, tra cui quello che porta al ghiacciaio di Senales, nei cui pressi è stata rinvenuta nel 1991 la "Mummia del Similaun", generalmente chiamata Ötzi.
Sulle rive del lago è inoltre possibile affittare canoe per navigarne le acque.

## La centrale idroelettrica
Il lago è stato creato da una diga a gravità in terra terminata nel 1963 e alimenta la centrale di Naturno. A seguito della costruzione della diga alcuni masi di Vernago sono stati sommersi dalle acque.
La centrale è collegata al lago da una galleria di derivazione di 15 km con un diametro di 2,7 m che corre sul versante sinistro della Val Senales e che raccoglie anche le acque di alcuni rii laterali come il rio di Fosse. Al termine della galleria inizia la condotta forzata di 2 km con un diametro di 2 m che porta alla centrale.
La centrale di Naturno ha una potenza massima di 175 MW e una produzione media annua di 315 GWh. È gestita da Alperia S.p.A.